# Aulcie Perry

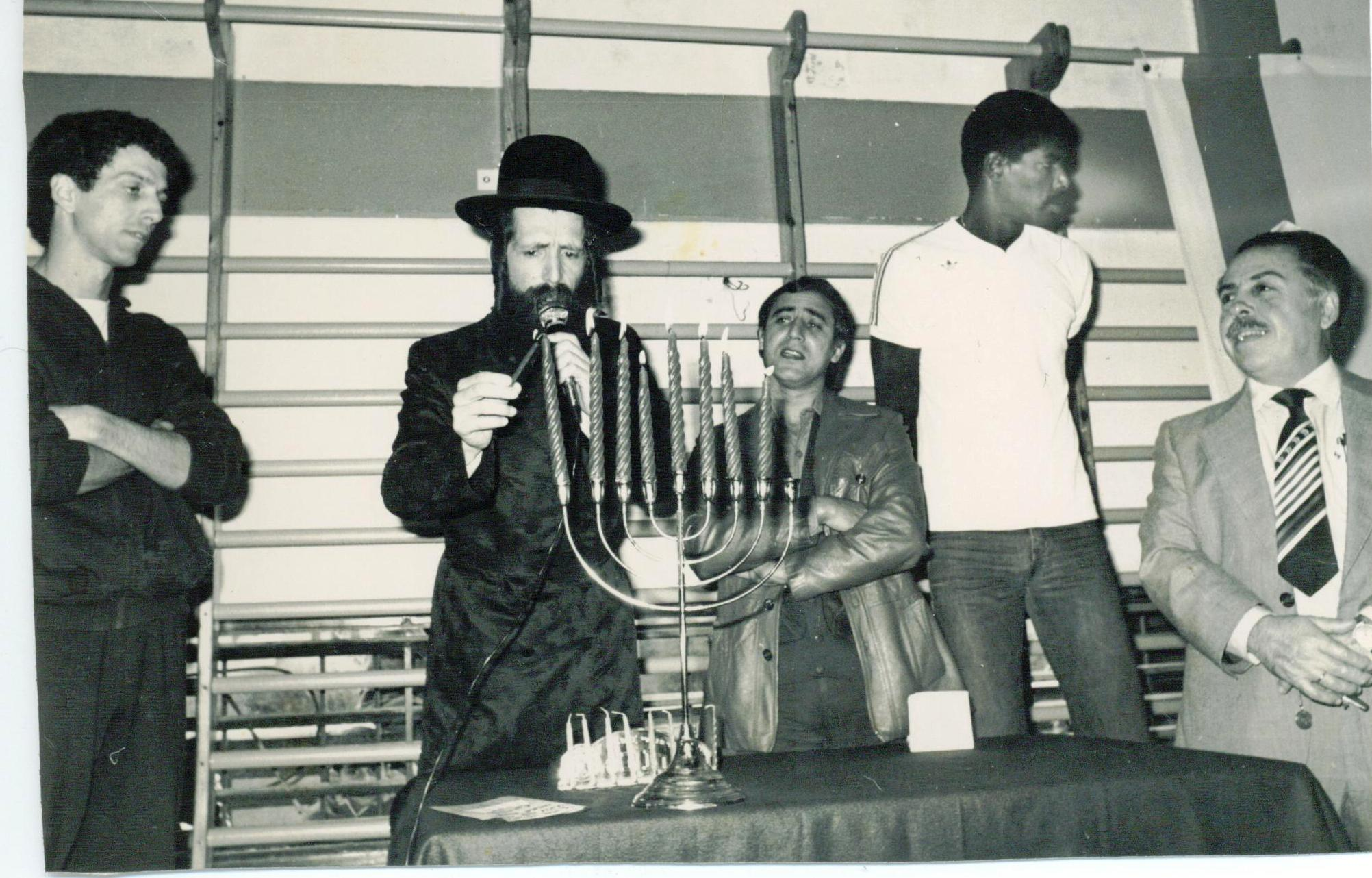
Perry, (segundo por la derecha) en la celebración de un título en la temporada 1978-1979

Aulcie Perry (nacido el 3 de julio de 1950 en Newark, Nueva Jersey) es un exjugador de baloncesto con doble nacionalidad estadounidense e israelí. Con 2,08 metros de estatura, jugaba en la posición de pívot. 

## Trayectoria

### Formación
Jugó en el  West Side High School. Él se graduó en la Universidad de Bethune-Cookman de Florida. 

### Profesional
Su primer equipo profesional sería los Virginia Squires de la ABA en 1974. Luego jugaría en los Allentown Jets de la Liga de Baloncesto Oriental Profesional (el precursor a la ABA). Fue firmado por los New York Knicks, pero nunca jugó para el equipo neoyorquino. Liberado por los Knicks, vuelve a los Allentown Jets. 
En 1976 ficha por el Maccabi Tel-Aviv, equipo donde haría historia durante 9 temporadas, ganando 8 copas, 7 ligas y 2 Copas de Europa. Durante su etapa en Israel se convierte al judaísmo y adquiere la nacionalidad israelí.
Protagonizó un incidente muy recordado por los aficionados del Real Madrid, cuando en un partido de la liguilla de la Copa de Europa, un espectador alcanzó con una moneda en la cabeza a su compañero Earl Williams, a lo que Williams reaccionó trepando por la grada para agredir a dicho espectador.  Perry corrió detrás de él, agarrándolo y lanzándolo al suelo desde la tribuna.

### Problemas con la justicia
En marzo de 1983, Perry fue detenido y acusado de comprar heroína; él se declaró culpable y pagó una multa de 150.000 dólares. Perry y su primo, Kenneth Johnson, fueron detenidos en septiembre de 1985 cuando volaban de Ámsterdam a Nueva York. Johnson fue detenido cuando los funcionarios de aduana encontraron en un  televisor portátil estéreo 1,6 kilogramos de heroína pura del 89 %, con un valor estimado de la calle de 1,8 millones de dólares. Perry estuvo convicto por este delito durante cinco años.

### Vida después del presidio
Después de salir de prisión, Perry volvió a  Israel, donde gestiona un restaurante de hamburguesas. Patrocina un campus de baloncesto para niños en Israel. Perry también entrena a uno de los equipos juveniles del Maccabi Tel-Aviv.